# 斯科蒂普萊斯 (加利福尼亞州)
斯科蒂普萊斯（英語：Scotty Place）是位於美國加利福尼亞州拉森縣的一個非建制地區。該地的面積和人口皆未知。

## 地理
斯科蒂普萊斯的座標為41°07′27″N 120°52′26″W / 41.12417°N 120.87389°W，而該地的平均海拔高度為1378米（即4521英尺）。